# Women's Professional Racquetball Organization
El Women's Professional Racquetball Organization (Organización Profesional de Raquetbol femenino) o Tour Profesional de Raquetbol femenino. Fue creado en 2005, cada temporada corre de agosto a mayo del siguiente año. El tour es jugado casi en su totalidad en Estados Unidos.

## Calendario de la temporada 2011-2012
| Cat | Evento                                                                                            |
| --- | ------------------------------------------------------------------------------------------------- |
| T1  | Ektelon WPRO Texas Open Dallas, 25-28 de agosto de 2011                                           |
| GS  | World Professional Racquetball Championships Cali, Colombia, 31 de agosto-4 de septiembre de 2011 |
| T1+ | US Open Racquetball Championships Minneapolis, Minnesota, 5-9 de octubre de 2011                  |
| T1  | Puget Sound Challenge Olympia, Washington, 17–20 de noviembre de 2011                             |
| T1  | Christmas Classic Arlington, Virginia, 8–11 de diciembre de 2011                                  |
| T1  | Coast to Coast California Open IRT/WPRO Canoga Park, California, 5-8 de enero de 2012             |
| T3  | Wilson Tour for Hope Cincinnati, Ohio, 26–29 de enero de 2012                                     |
| T3  | Terrapin Shootout Laurel, Maryland, 22–25 de marzo de 2012                                        |
| T1  | San Antonio Pro Stop San Antonio, Texas, 19–22 de abril de 2012                                   |
| T1+ | SCS Title & Escrow Pro-Am Herndon, Virginia, 3–6 de mayo de 2012                                  |
| GS  | WPRO Ektelon World Championships New Orleans, Luisiana, 12-15 de mayo de 2011                     |

## Resultados de la temporada 2010-2011
| Evento                                                                                               | Ganadora       | Subcampeona    | Semifinalistas                      |
| Ektelon WPRO Texas Open Dallas, 27–29 de agosto de 2010                                              | Paola Longoria | Samantha Salas | Christie Van Hees Jennifer Saunders |
| World Professional Racquetball Championships Cali, Colombia, 17–19 de septiembre de 2010             | Rhonda Rajsich | Paola Longoria | Cheryl Gudinas Samantha Salas       |
| US Open Racquetball Championships Minneapolis, Minnesota, 20–24 de octubre de 2010                   | Rhonda Rajsich | Paola Longoria | Christie Van Hees Samantha Salas    |
| Puget Sound Challenge Olympia, Washington, 19–21 de noviembre de 2010                                | Samantha Salas | Kerri Wachtel  | Cheryl Gudinas Rhonda Rajsich       |
| Christmas Classic Arlington, Virginia, 10 de diciembre–12 de diciembre de 2010                       | Rhonda Rajsich | Paola Longoria | Cheryl Gudinas Samantha Salas       |
| California Open Canoga Park, California, 7–9 de enero de 2011                                        | Paola Longoria | Rhonda Rajsich | Samantha Salas Cheryl Gudinas       |
| Great Balls of Fire Miami, Florida, 25-27 de febrero de 2011                                         | Paola Longoria | Rhonda Rajsich | Nancy Enríquez Cheryl Gudinas       |
| SCS Title & Escrow Pro-Am Herndon, Virginia, 18–20 de marzo de 2011                                  | Paola Longoria | Rhonda Rajsich | Samantha Salas Christie Van Hees    |
| In-Shape WPRO Championships presented by Ektelon Stockton, California, 29 de abril-1 de mayo de 2011 | Rhonda Rajsich | Paola Longoria | Samantha Salas Adrienne Fisher      |
| WPRO Ektelon World Championships New Orleans, Luisiana, 12-15 de mayo de 2011                        | Paola Longoria | Rhonda Rajsich | Samantha Salas Kerri Wachtel        |

## Clasificación actual
Fuente: Ranking femenino de la Organización Profesional de Raquetbol femenino para el 20 de mayo de 2011.

| Po. | Raquetbolista       | País           | Puntaje  |
| 1   | Paola Longoria      | México         | 1 601.78 |
| 2   | Samantha Salas      | México         | 873.70   |
| 3   | Kerri Wachtel       | Estados Unidos | 553.55   |
| 4   | Cheryl Gudinas      | Estados Unidos | 481.20   |
| 5   | Susy Acosta-Mendoza | Estados Unidos | 395.30   |
| 6   | Jennifer Saunders   | Canadá         | 394.10   |
| 7   | Adrienne Fisher     | Estados Unidos | 379.70   |
| 8   | Cristina Amaya      | Colombia       | 344.33   |
| 9   | Krystal Csuk        | Estados Unidos | 332.70   |

### Distribución de puntos para el ranking
| Categoría del premio | G   | F   | SF    | QF | R16  | R32   | Q1   | Q2    | Q3    |
| -------------------- | --- | --- | ----- | -- | ---- | ----- | ---- | ----- | ----- |
| $20,000              | 300 | 210 | 112.5 | 75 | 37.5 | 18.75 | 3.75 | 1.875 | 1.875 |
| $15,000              | 240 | 168 | 90    | 60 | 30   | 15    | 3    | 1.5   | 1.5   |
| $12,000              | 200 | 140 | 75    | 50 | 25   | 12.5  | 2.5  | 1.25  | 1.25  |
| $10,000              | 160 | 112 | 60    | 40 | 20   | 10    | 2    | 1     | 1     |

## Número 1 (por temporada)
- 1980-81:  Heather McKay
- 1981-82:  Lynn Adams
- 1982-83:  Heather McKay (2)
- 1983-84:  Heather McKay (3)
- 1984-85:  Lynn Adams (2)
- 1985-86:  Lynn Adams (3)
- 1986-87:  Lynn Adams (4)
- 1987-88:  Lynn Adams (5)
- 1988-89:  Caryn McKinney
- 1989-90:  Lynn Adams (6)
- 1990-91:  Michelle Gould
- 1991-92:  Jackie Paraiso
- 1992-93:  Michelle Gould (2)
- 1993-94:  Michelle Gould (3)
- 1994-95:  Michelle Gould (4)
- 1995-96:  Michelle Gould (5)
- 1996-97:  Michelle Gould (6)
- 1997-98:  Michelle Gould (7)
- 1998-99:  Jackie Paraiso (2)
- 1999-00:  Jackie Paraiso (3)
- 2000-01:  Cheryl Gudinas
- 2001-02:  Cheryl Gudinas (2)
- 2002-03:  Cheryl Gudinas (3)
- 2003-04:  Cheryl Gudinas (4)
- 2004-05:  Christie Van Hees
- 2005-06:  Rhonda Rajsich
- 2006-07:  Rhonda Rajsich (2)
- 2007-08:  Rhonda Rajsich (3)
- 2008-09:  Paola Longoria
- 2009-10:  Paola Longoria (2)
- 2010-11:  Rhonda Rajsich (4)